# ميروسلاف ميلوشيفيتش (لاعب كرة قدم صربي)
ميروسلاف ميلوشيفيتش هو لاعب كرة قدم صربي في مركز الوسط، ولد في 2 يوليو 1975 في بانتشيفو في صربيا. لعب مع اف كي مقدونيا ونابريداك كروشيفاتس ونادي بيليستر ونادي رابوتنيتشكي ونادي هوريزونت تورنوفو.